# Sarah Fisher
Sarah Marie Fisher (Columbus, Ohio, 4 de octubre de 1980) es una piloto de automovilismo estadounidense retirada en 2010. En su mayor parte en la categoría IndyCar Series, donde logró 1 Pole Position, 2 podios y 9 top 10, y su mejor resultado de campeonato ha sido decimoséptimo lugar en 2007. No obstante, ganó 3 tres veces el premio como la Piloto Más Popular de la categoría (2001, 2002 y 2003).
Desde 2008 hasta 2015, fue copropietaria del Carpenter Fisher Hartman Racing (ex Sarah Fisher Racing), un equipo de la IndyCar que logró una victoria por parte de Ed Carpenter en Kentucky 2011 y dos victorias por parte de Josef Newgarden en Alabama y Toronto 2015. En 2016 se convirtió en piloto de automóvil de seguridad de la IndyCar.

## Carrera como piloto
Fisher comenzó su carrera deportiva en 1986 en Midgets y en 1988 se cambió de disciplina para dedicarse al karting, en la que estuvo activa hasta 1994; ganó tres campeonatos Grand National de la WKA estadounidense en 1991, 1992 y 1994. Luego compitió en carreras de sprint car hasta 1998 y en 1999 en Midgets.
En 1999, debutó en la Indy Racing League para el equipo Pelfrey en la fecha final de la temporada en Texas. Al año siguiente, compitió toda la temporada de la Indy Racing League para Walker. Se clasificó para las 500 Millas de Indianapolis siendo la tercera mujer en hacerlo, y llegó tercera en Kentucky, convirtiéndose en la primera mujer en lograr un podio en la categoría. Terminó 18.ª en el campeonato. En 2001, Fisher logró un segundo puesto en Homestead y un décimo en Pikes Peak, de forma que quedó 19.ª en el campeonato.
El año siguiente, Sarah cambió de equipo, para pasar a Dreyer & Reinbold, y consiguió un cuarto puesto, dos octavos, un noveno, además de una pole position en Kentucky, para culminar 18.ª en la tabla general. Fisher logró solo un octavo puesto como mejor resultado en 2003, de forma que terminó 18.ª en el campeonato.
En 2004, disputó las 500 Millas de Indianápolis para Kelley, y terminó en el puesto 21. También en ese año disputó una carrera de la NASCAR West Series. Fisher disputó toda la temporada de NASCAR West Series 2005 conduciendo una Chevrolet, donde logró cuatro top 10.
En 2006 Sarah volvió a la IndyCar para disputar dos carreras con el equipo Dreyer & Reinbold. Para el año siguiente disputó la temporada completa de IndyCar con Dreyer & Reinbold, y logró un séptimo puesto y un décimo, terminando 17.ª en la tabla general.
Fisher disputó tres fechas de la IndyCar Series en 2008, seis en 2009 y siete en 2010, todas con su propio equipo, Sarah Fisher Racing, donde logró como mejor resultado un duodécimo puesto en la fecha de Kentucky 2009.